# Seznam biskupů v Angers

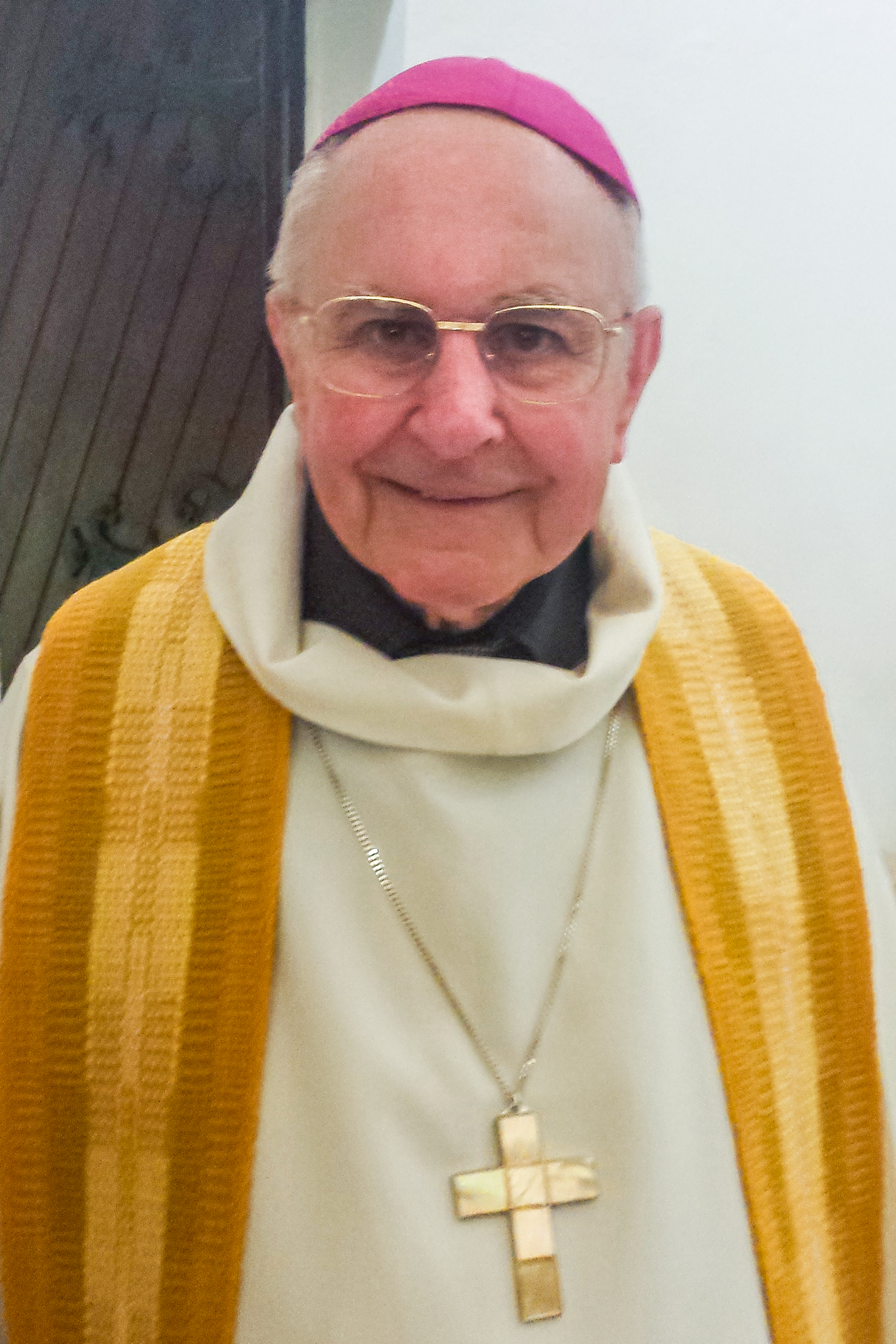
Jean Orchampt, biskup angerský v letech 1974-2000

Seznam biskupů v Angers zahrnuje představitele diecéze v Angers.

## Biskupové angerští
- Defensor (vysvěcen 372)
- Maurilius (423–453)
- Andulphe (–529)
- Aubin (529–550)
- Audovée (581–592)
- Lezin (592–610)
- Mainboeuf (610–660)
- Nefingue (966–973)
- Renaud II. (973–1006)
- Hubert II. de Vendôme (1006–1047)
- Eusebe Bruno (1047–1081)
- Geoffroy de Tours (1081–1093)
- Geoffroy de Mayenne (1093–1101)
- Renaud de Martigné (1102–1125)
- Ulger (1125–1148)
- Normand de Doué (1148–1153)
- Mathieu de Loudun (1156–1162)
- Geoffroy La Mouche (1162–1177)
- Raoul I. de Beaumont (1177–1197)
- Guillaume I. de Chemillé (1197–1202)
- Guillaume II. de Beaumont (1203–1240)
- Michel I. Villoiseau (1204–1260)
- Nicolas Gellent (1260–1291)
- Guillaume III. Le Maire (1291–1317)
- Hugues Odard (1317–1323)
- Foulques de Mathefelon (1324–1355)
- Raoul II. de Machecoul (1356–1358)
- Guillaume IV. Turpin de Cressé (1358–1371)
- Milon de Dormans (1371–1373)
- Hardouin de Bueil (1374–1439)
- Jean I. Michel (1439–1447)
- Jean II. de Beauveau (1447–1467)
- Jean III. de La Balue (1467–1476)
- Jean II de Beauveau (1476–1479) (administrátor)
- Auger de Brie (1479–1480) (administrátor)
- Jean III. de La Balue (1480–1491)
- Jean IV. de Rély (1491–1499)
- François de Rohan (1499–1532)
- Jean V. Olivier (1532–1540)
- Gabriel Bouvery (1540–1572)
- Guillaume V. Ruzé (1572–1587)
- Charles I. Miron (1588–1616)
- Guillaume VI. Fouquet de la Varenne (1616–1621)
- Charles I. Miron (1622–1627)
- Claude de Rueil (1628–1649)
- Henri Arnauld (1650–1692)
- Michel II. Le Peletier (1692–1706)
- Michel III. Poncet de la Rivière (1706–1730)
- Jean VI. de Vaugirault (1731–1758)
- Jacques de Grasse (1758–1782)
- Michel IV. Cauet (1782–1802)
- Hugues Pelletier (1791–1793)
- Charles Montault des Isles (1802–1839)
- Louis-Robert Paysant (1839–1841)
- Guillaume-Laurent-Louis Angebault (1842–1869)
- Charles-Emile Freppel (1869–1891)
- François-Désiré Mathieu (1893–1896)
- Louis-Jules Baron (1896–1898)
- Joseph Rumeau (1898–1940)
- Jean-Camille Costes (1940–1950)
- Henri-Alexandre Chappoulie (1950–1959)
- Pierre Veuillot (1959–1961)
- Henri-Louis-Marie Mazerat (1961–1974)
- Jean Orchampt (1974–2000)
- Jean-Louis Bruguès (2000–2007)
- Emmanuel Delmas (od 2008)